# Osèrs
Osèrs (en francès Auzers) és un municipi del departament francès de Cantal a la regió d'Alvèrnia-Roine-Alps. El 2021 tenia 163 habitants.